# Midas (Shelley)
Midas es una obra teatral en verso blanco escrita por los autores del Romanticismo Mary Shelley y Percy Bysshe Shelley. Mary escribió la obra y Percy contribuyó con dos poemas líricos. Escrita en 1820, cuando los Shelley vivían en Italia, Mary Shelley trató sin éxito que la obra fuese publicada en revistas para niños en Inglaterra durante la década de 1830; sin embargo, no fue publicada hasta 1922. No está claro entre los historiadores si la obra de teatro fue escrita para representarse sobre un escenario. El libro combina las historias entre Apolo y Pan y la habilidad del rey Midas de convertir lo que toca en oro. 
El género de Midas cae en el marco de varios géneros distintos, ya que Percy escribe en la forma tradicional de la lírica y Mary se focaliza en los detalles de la vida cotidiana para narrar la obra dramática en verso. Desde la primera publicación de la obra, en 1922, los críticos han prestado más atención a los poemas de Percy Shelley que a la parte redactada por Mary Shelley. Sin embargo, en los últimos quince años esta tendencia se ha revertido, ya que los historiadores han comenzado a analizar otras obras de Mary Shelley, además de Frankenstein (1818).

## Contexto biográfico

Mary Shelley por Richard Rothwell (1839-40).

En 1816, los Shelley vivían en Italia y entre 1818 y 1819 sus dos hijos, Clara y William, fallecieron. Mary cayó en una profunda depresión y se alejó emocionalmente de Percy, quien no estaba tan afectado por la pérdida de sus hijos. Mary Shelley comenzó a recuperarse con el nacimiento de Percy Florence más tarde en 1819.
A pesar del dolor abrumador causado por la muerte de sus dos hijos, Mary Shelley continuó estudiando y leyendo como lo había hecho a lo largo de su vida. Entre 1818 y 1820, decidió escribir obras dramáticas. Leyó varias de las obras de William Shakespeare, algunas junto a Percy Shelley. Percy creía que Mary tenía talento para las obras teatrales y la convenció de estudiar las grandes obras inglesas, francesas, latinas e italianas, además de la teoría dramática. Incluso le pidió consejos para su obra The Cenci. Mary, en ese entonces, se limitó a transcribir el manuscrito de la obra de Percy Prometheus Unbound. Los Shelley también compusieron óperas, ballets, y más obras de teatro.
Los estudios de Mary Shelley fueron muy amplios durante aquellos años. Comenzó a estudiar griego en 1820 y leyó muchísimos libros para su educación personal. Por ejemplo, leyó la obra filosófica educativa de Jean-Jacques Rousseau Emilio, y su novela La Nouvelle HéloÏse, además del libro infantil de Thomas Day La historia de Sandford y Merton.

## Composición y publicación
Mary Shelley escribió Midas en 1820. Miranda Seymour, una de sus biógrafas, especula que escribió Midas y Proserpina para dos niñas que había conocido y con quien había trabado amistad, Laurette y Nerina Tighe. Eran hijas de amigos de los Shelley en Italia y su madre ara una antigua alumna de la madre de Mary Shelley, Mary Wollstonecraft. El mismo año, escribió el cuento para niños Maurice para Laurette.
Mary Shelley envió la obra para su publicación a The Browning Box, editado por Bryan Walter Procter, en 1824; fue rechazada. En 1830, se la envió a Rudolph Ackermann para su publicación en la revista para niños Forget-Me-Not, pero volvió a ser rechazada. En 1832, la submitió a Alaric Alexander Watts para considerarla en su colección anual Literary Souvenir, aunque en su carta sugirió que la obra sería más apropiada para las publicaciones juveniles editadas por su esposa, Priscilla Maden Watts. La obra fue publicada por primera vez, finalmente, en 1922 por el historiador literario A. Koszul.

## Argumento

Apolo con su lira por Stanisław Wyspiański (c. 1897).

En el primer acto, Pan desafía a Apolo a un concurso de música, con Tmolo como juez. Tmolo declara la victoria de Apolo. Pan desafía esta decisión, pidiéndole al rey Midas que eligiese quién sería el ganador. Midas tiene un favoritismo hacia Pan, por lo que se pone a favor suyo. Apolo, enojado por la intromisión de un mortal en asuntos de inmortales, castiga a Midas convirtiendo sus orejas en orejas de burro, diciendo que debía dejar perder a Pan en alguna ocasión. Zopyrion, el primer ministro de Midas, ayuda al rey a esconder sus orejas, mediante una corona nueva. Aunque Zopyrion está determinado a guardar el secreto del rey, pronto encuentra molesta la situación. Cuando encuentra a Asphalion, un cortesano, se confunde y piensa que Asphalion también conoce el secreto. Asphalion descubre que hay un secreto, aunque no sabe de qué se trata. Después de irse, Zopyrion le susurra el secreto a unos juncos que «se balanceaban lentamente bajo el sol». Luego llega Dioniso, buscando a Sileno. Dionisio decide agradecerle a Midas por su hospitalidad y le ofrece darle cualquier cosa que quisiera. Aunque el primer ministro sugiere que el rey quiere nuevamente sus orejas, Midas desea que todo lo que tocase se convirtiese en oro. Durante la conversación, Midas se convence de estar escuchando a Zopyrion susurrando su secreto, pero son en realidad los juncos, quienes dicen «Midas, el rey, tiene orejas de burro». 
El segundo acto comienza cuando Midas disfruta de su nuevo poder de convertir lo que toca en oro. Sin embargo, sus cortesanos comienzan a quejarse de verse obligados a vestir pesada ropa de este metal. Midas los reprende, diciéndoles «¡Soy un Dios!». Pero el propio Midas empieza a tener problemas de convertir todo lo que toca en oro: por ejemplo, no puede comer. Pronto comienza a arrepentirse de su deseo, diciendo «¡Oh! ¡Qué desdichado es haber querido cambiar todas las cosas por oro! ¡Qué ciego he sido!». Midas le ruega a Dionisio que le retire su poder, rogándole que lo vistiese con prendas andrajosas y que permitiese que su comida sea sólo pan, pero que lo libere de la terrible maldición del oro. Midas ofrece el sacrificio de sus cortesanos para los dioses, para así ser liberado de la maldición; sin embargo, Dionisio le dice que simplemente se bañase en el río. Los cortesanos notan que es extraño que no se quitase la corona al nadar, por lo que uno de ellos decide quitársela para verla mientras estuviese durmiendo. Retornando del río, Midas celebra la naturaleza, diciendo que la creación de los dioses, tales como el pasto, el cielo y las flores, son mejores tesoros que el oro.

## Recepción
Cuando A. Koszul publicó por primera vez una versión editada de Midas en 1922, declaró que «las obras clásicas en verso que la Sra. Shelley nunca se animó a publicar son mucho más dignas de consideración que sus obras en prosa más ambiciosas». Sin embargo, su «Introducción» a la obra habla más de Percy Shelley y sus contribuciones en las obras de su esposa. En efecto, explica que había decidido publicar el libro para contribuir al centenario de Percy Shelley. Desde su publicación original, ni Midas ni Proserpina recibieron mucha atención de la crítica. Los críticos sólo prestaron atención a los poemas de Percy Shelley o simplemente no conocieron las obras. La crítica literaria Elizabeth Nitchie escribió que las obras teatrales «se distinguieron sólo por las poesías que [Percy] Shelley escribió para ellas» y Sylvia Norman declaró que las mismas «no tienen relevancia como para realizar un estudio analítico y comparativo». Sin embargo, en los últimos quince años, comenzando con la publicación de The Other Mary Shelley, se le ha prestado más atención a las «otras» obras de Mary Shelley, tales como sus obras de teatro.